# Flagi gmin w województwie dolnośląskim
Flagi gmin w województwie dolnośląskim – lista symboli gminnych w postaci flagi, obowiązujących w województwie dolnośląskim.

Flaga województwa dolnośląskiego

Zgodnie z definicją, flaga to płat tkaniny określonego kształtu, barwy i znaczenia, przymocowywany do drzewca lub masztu. Może on zawierać herb lub godło danej jednostki administracyjnej. W Polsce jednostki samorządu terytorialnego (rady gmin, miast i powiatów) mogą ustanawiać flagi zgodnie z ustawą z dnia 21 grudnia 1978 o odznakach i mundurach. W pierwotnym brzmieniu pozwalała ona jednostkom samorządu terytorialnego jedynie na ustanawianie herbów. Mimo to wiele miast i gmin podejmowało uchwały dotyczące używania flagi jako swojego symbolu (w województwie dolnośląskim było to kilkanaście gmin). Dopiero ustawa z dnia 29 grudnia 1998 o zmianie niektórych ustaw w związku z wdrożeniem reformy ustrojowej państwa oficjalnie potwierdziła prawo województw, powiatów i gmin do ustanawiania flagi jako symbolu jednostki terytorialnej.
W 2025 w województwie dolnośląskim swoją flagę miało 116 ze 169 gmin (Wleń używa nieoficjalnej flagi). Symbol ten, w 2000, ustanowiło samo województwo (zmiana wzoru w 2009).

## Lista obowiązujących flag gminnych

### Powiat bolesławiecki
| Gmina                       | Wzór | Opis |
| --------------------------- | ---- | --- |
| Miasto Bolesławiec          |      | Flaga miasta to prostokątny płat tkaniny o proporcjach 8:5, podzielony na trzy równe pionowe pasy: żółty, biały i czerwony. W jego centralnej części umieszczono herb miasta.                                     |
| Gmina Gromadka              |      | Flaga gminy to prostokątny płat tkaniny o proporcjach 1:2, podzielony na dwa równe poziome pasy: złoty i zielony. Wersja pionowa flagi zawiera herb gminy.                                                        |
| Miasto i gmina Nowogrodziec |      | Flaga gminy to prostokątny płat tkaniny o proporcjach 5:8, podzielony na trzy poziome pasy: dwa białe i czerwony w stosunku 1:1:2.                                                                                |
| Gmina Warta Bolesławiecka   |      | Flaga gminy została ustanowiona uchwałą nr XXVII/119/96 z 28 czerwca 1996. Jest to prostokątny płat tkaniny o proporcjach 5:8, podzielony na trzy poziome pasy: srebrny, ciemnoczerwony i złoty w stosunku 1:3:1. |

### Powiat dzierżoniowski
| Gmina                  | Wzór | Opis |
| ---------------------- | ---- | --- |
| Miasto Bielawa         |      | Pierwsza wersja flagi miasta została ustanowiona jeszcze przed wojną, była również używana po 1945, obecna została ustanowiona uchwałą nr XXV/266/12 z 29 sierpnia 2012. Jest to prostokątny płat tkaniny o proporcjach 5:8, podzielony na dwa równe poziome pasy: błękitny i biały. Na środku obu pasów umieszczono czółenka tkackie (u górny białe, na dole błękitne), pochodzące z herbu miasta. |
| Miasto Dzierżoniów     |      | Flaga miasta została ustanowiona 11 kwietnia 1985. Jest to prostokątny płat tkaniny o proporcjach 5:8, podzielony na trzy równe poziome pasy: niebieski, czerwony i zielony. |
| Gmina Dzierżoniów      |      | Flaga gminy to prostokątny płat tkaniny o proporcjach 5:8, podzielony na trzy równe poziome pasy: błękitny, żółty i zielony. |
| Gmina Łagiewniki       |      | Flaga gminy, autorstwa Kamila Wójcikowskiego i Roberta Fidury, została ustanowiona uchwałą nr XXXIII/205/21 z 25 lutego 2021. Jest to prostokątny płat tkaniny o proporcjach 5:8, podzielony na trzy pionowe pasy: dwa żółte i zielony w stosunku 3:10:3. W jego centralnej części umieszczono godło z herbu gminy.                                                                                 |
| Miasto i gmina Niemcza |      | Flaga gminy została ustanowiona 18 czerwca 1998. Jest to prostokątny płat tkaniny o proporcjach 5:8, podzielony na dwie części: lewą, podzieloną w dwóch rzędach na dwadzieścia białych i czerwonych kwadratów i prawą żółtą, z godłem z herbu gminy. |
| Miasto Piława Górna    |      | Flaga miasta została ustanowiona uchwałą nr 177/XXXIV/2009 z 26 sierpnia 2009. Jest to prostokątny płat tkaniny o proporcjach 5:8, podzielony na trzy poziome pasy: dwa czarne i czerwony w stosunku 1:8:1. W jego centralnej części umieszczono herb miasta. |

### Powiat głogowski
| Gmina          | Wzór | Opis |
| -------------- | ---- | --- |
| Miasto Głogów  |      | Flaga miasta to prostokątny płat tkaniny o proporcjach 5:8, podzielony na czterdzieści białych i czerwonych kwadratów (osiem rzędów pionowych i pięć poziomych). |
| Gmina Głogów   |      | Flaga gminy, autorstwa Michała Marciniaka-Kożuchowskiego, została ustanowiona 22 kwietnia 1998. Jest to prostokątny płat tkaniny o proporcjach 5:8, podzielony na trzy równe poziome pasy: niebieski, złoty i ciemnoczerwony. W lewym górnym rogu płata może znajdować się herb gminy.                            |
| Gmina Kotla    |      | Flaga gminy to prostokątny płat tkaniny, podzielony na trzy równe pionowe pasy: błękitny, złoty i ciemnoczerwony. |
| Gmina Pęcław   |      | Flaga gminy, autorstwa Zdzisława Kryściaka i Jacka Rutkowskiego, została ustanowiona uchwałą nr XXIII/145/13 z 15 listopada 2013. Jest to prostokątny płat tkaniny o proporcjach 5:8, podzielony na trzy pionowe pasy: błękitny, biały i żółty w stosunku 1:2:1. W jego centralnej części umieszczono herb gminy. |
| Gmina Żukowice |      | Flaga gminy została ustanowiona uchwałą nr XXX/215/98 z 18 czerwca 1998. Jest to prostokątny płat tkaniny o proporcjach 5:8, podzielony na dwa równe poziome pasy: czerwony i złoty. |

### Powiat górowski
| Gmina                 | Wzór | Opis |
| --------------------- | ---- | --- |
| Miasto i gmina Góra   |      | Flaga gminy to prostokątny płat tkaniny o proporcjach 5:8, podzielony na siedem trójkątnych pasów, rozszerzających się w prawo: biały, błękitny, żółty, zielony, żółty, błękitny i czerwony. W lewym górnym rogu płata umieszczono herb gminy. |
| Miasto i gmina Wąsosz |      | Flaga gminy została ustanowiona 29 listopada 2000. Jest to prostokątny płat tkaniny o proporcjach 5:8, podzielony na trzy pionowe pasy: dwa czerwone i biały w stosunku 1:4:1. W jego centralnej części umieszczono herb gminy.                |

### Powiat jaworski
| Gmina                 | Wzór | Opis |
| --------------------- | ---- | --- |
| Miasto i gmina Bolków |      | Flaga gminy została ustanowiona w marcu 1998. Jest to prostokątny płat tkaniny o proporcjach 5:8, podzielony na dwa poziome pasy: biały i błękitny (symbolizujący Nysę Szaloną). W centralnej części górnego pasa umieszczono herb gminy.                      |
| Miasto Jawor          |      | Flaga miasta to prostokątny płat tkaniny o proporcjach 5:8, podzielony na dwa równe poziome pasy: biały i błękitny. W centralnej części górnego pasa może znajdować się herb miasta.                                                                           |
| Gmina Męcinka         |      | Flaga gminy została ustanowiona uchwałą nr IX/39/03 z 12 czerwca 2003. Jest to prostokątny płat tkaniny o proporcjach 5:8, podzielony na trzy równe poziome pasy: czarny, złoty i czerwony.                                                                    |
| Gmina Mściwojów       |      | Flaga gminy to prostokątny płat tkaniny, podzielony na dwie równe części: górną zieloną i dolną, podzieloną w dwóch rzędach na dwadzieścia dwa srebrne i czerwone kwadraty.                                                                                    |
| Gmina Paszowice       |      | Flaga gminy została ustanowiona uchwałą nr IX/39/03 z 12 czerwca 2003. Jest to prostokątny płat tkaniny o proporcjach 1:2, podzielony na trzy kliny: dwa zielone i jeden złoty. Z lewej strony płata może być umieszczany zielony trójliść, skierowany w lewo. |
| Gmina Wądroże Wielkie |      | Flaga gminy została ustanowiona uchwałą nr XI/46/03 z 29 października 2003. Jest to prostokątny płat tkaniny o proporcjach 5:8, podzielony na trzy równe poziome pasy: czerwony, złoty i zielony.                                                              |

### Miasto Jelenia Góra
| Wzór | Opis |
| ---- | --- |
|      | Flaga miasta to prostokątny płat tkaniny o proporcjach 5:8, podzielony na trzy równe poziome pasy: biały, żółty i czerwony. W jego prawym górnym rogu umieszczono herb miasta. |

### Powiat kamiennogórski
| Gmina                  | Wzór | Opis |
| ---------------------- | ---- | --- |
| Miasto Kamienna Góra   |      | Pierwsza wersja flagi miasta została ustanowiona jeszcze przed wojną, ponownie w 1996, obecna została ustanowiona uchwałą nr IX/57/15 z 26 sierpnia 2015. Jest to prostokątny płat tkaniny o proporcjach 5:8, podzielony na dwa równe pionowe pasy: czerwony i błękitny. W jego centralnej części umieszczono herb miasta. Herb został pozytywnie zaopiniowany przez Komisję Heraldyczną. |
| Gmina Kamienna Góra    |      | Flaga gminy to prostokątny płat tkaniny o proporcjach 5:8, podzielony na trzy pionowe pasy: dwa czerwone i koloru ultramaryna w stosunku 2:1:2. W jego centralnej części umieszczono herb gminy. |
| Miasto i gmina Lubawka |      | Flaga gminy została ustanowiona 27 lutego 1996. Jest to prostokątny płat tkaniny o proporcjach 2:3, podzielony na trzy równe poziome pasy: biały, jasnozielony i niebieski. W jego centralnej części może znajdować się herb gminy. |
| Gmina Marciszów        |      | Flaga gminy to prostokątny płat tkaniny o proporcjach 5:8, podzielony z prawa w skos na dwie części: lewą białą i prawą niebieską. |

### Powiat karkonoski
| Gmina                   | Wzór | Opis |
| ----------------------- | ---- | --- |
| Miasto Kowary           |      | Flaga miasta to prostokątny płat tkaniny o proporcjach 3:5, podzielony na dwa równe poziome pasy: biały i błękitny. W centralnej części górnego pasa umieszczono herb miasta. |
| Miasto Piechowice       |      | Obecna wersja flagi miasta, autorstwa Kamila Wójcikowskiego i Roberta Fidury, została ustanowiona uchwałą nr 187/XXX/2016 z 29 grudnia 2016. Jest to prostokątny płat tkaniny o proporcjach 5:8, podzielony na pięć poziomych pasów: dwa żółte, dwa błękitne i biały w stosunku 1:1:6:1:1. W jego centralnej części umieszczono herb miasta. |
| Gmina Stara Kamienica   |      | Flaga gminy została ustanowiona w 1996. Jest to prostokątny płat tkaniny o proporcjach 5:8, podzielony na dwa równe poziome pasy: granatowy i złoty. |
| Miasto Szklarska Poręba |      | Flaga miasta to prostokątny płat tkaniny o proporcjach 5:8, podzielony na trzy poziome pasy: biały, niebieski i zielony. W jego centralnej części umieszczono herb miasta. |

### Powiat kłodzki
| Gmina                          | Wzór | Opis |
| ------------------------------ | ---- | --- |
| Miasto Duszniki-Zdrój          |      | Flaga miasta to prostokątny płat tkaniny o proporcjach 5:8, podzielony na dwa równe poziome pasy: biały i jasnożółty. W centralnej części może znajdować się herb miasta. |
| Miasto Kłodzko                 |      | Flaga miasta była używana od lat 50. XX wieku, została ustanowiona w 1990. Jest to prostokątny płat tkaniny o proporcjach 5:8, podzielony na dwa równe poziome pasy: żółty i czerwony. |
| Miasto Kudowa-Zdrój            |      | Flaga miasta to prostokątny płat tkaniny o proporcjach 5:8, podzielony na dwa równe poziome pasy: żółty i czerwony. W jego centralnej części umieszczono herb miasta. |
| Miasto i gmina Lądek-Zdrój     |      | Obecna wersja flagi gminy, autorstwa Kamila Wójcikowskiego i Roberta Fidury, została ustanowiona uchwałą nr XII/69/15 z 27 lipca 2015. Jest to prostokątny płat tkaniny o proporcjach 5:8, podzielony na dwa poziome pasy: czerwony i żółty w stosunku 2:1. W lewym górnym rogu płata umieszczono godło z herbu gminy. |
| Miasto i gmina Międzylesie     |      | Flaga gminy została ustanowiona uchwałą nr XXVII/157/2013 z 7 czerwca 2013. Jest to prostokątny płat tkaniny o proporcjach 5:8, podzielony na trzy poziome pasy: dwa zielone i biały w stosunku 1:2:1. W jego centralnej części może znajdować się herb gminy.                                                         |
| Miasto Nowa Ruda               |      | Flaga miasta to prostokątny płat tkaniny o proporcjach 5:8 koloru czerwonego, w którego centralnej części umieszczono godło z herbu miasta. |
| Gmina Nowa Ruda                |      | Flaga gminy to prostokątny płat tkaniny o proporcjach 5:8, podzielony na trzy pionowe pasy: dwa żółte i czerwony w stosunku 1:2:1. W jego centralnej części umieszczono godło z herbu gminy. |
| Miasto i gmina Radków          |      | Flaga gminy została ustanowiona uchwałą nr XI/59/11 z 30 czerwca 2011. Jest to prostokątny płat tkaniny o proporcjach 5:8, podzielony na dwa równe poziome pasy: biały i błękitny. Z lewej strony płata umieszczono herb gminy.                                                                                        |
| Miasto i gmina Stronie Śląskie |      | Flaga gminy, autorstwa Kamila Wójcikowskiego i Roberta Fidury, została ustanowiona uchwałą nr XXIV/176/2012 z 29 października 2012. Jest to prostokątny płat tkaniny o proporcjach 5:8, podzielony na dwie równe czerwone części: lewą, z godłem z herbu gminy i prawą, z dwoma żółtymi pasami z prawa w skos.         |

### Miasto Legnica
| Wzór | Opis |
| ---- | --- |
|      | Obecna wersja flagi miasta została ustanowiona 14 września 1992. Jest to prostokątny płat tkaniny o proporcjach 5:8, podzielony na dwa równe poziome pasy: biały i niebieski. |

### Powiat legnicki
| Gmina                     | Wzór | Opis |
| ------------------------- | ---- | --- |
| Miasto Chojnów            |      | Flaga miasta to prostokątny płat tkaniny, podzielony na dwa równe poziome pasy: biały i błękitny. W lewym górnym rogu płata umieszczono herb miasta. |
| Gmina Chojnów             |      | Flaga gminy to prostokątny płat tkaniny o proporcjach 5:8, podzielony na trzy pionowe pasy: niebieski, złoty i czerwony w stosunku 1:3:1. |
| Gmina Krotoszyce          |      | Flaga gminy, autorstwa Kamila Wójcikowskiego i Roberta Fidury, została ustanowiona uchwałą nr XXV/210/2021 z 30 września 2021. Jest to prostokątny płat tkaniny o proporcjach 5:8, podzielony na siedem pionowych pasów: dwa żółte, trzy błękitne i dwa białe w stosunku 1:1:1:10:1:1:1. W jego centralnej części umieszczono godło z herbu gminy. |
| Gmina Kunice              |      | Flaga gminy to prostokątny płat tkaniny, podzielony na trzy pionowe pasy: srebrny, niebieski i złoty w stosunku 1:2:1. |
| Gmina Legnickie Pole      |      | Flaga gminy została ustanowiona uchwałą nr XXX/171/98 z 5 czerwca 1998. Jest to prostokątny płat tkaniny o proporcjach 5:8, podzielony na cztery poziome pasy: niebieski, biały, czarny i żółty w stosunku 2:1:1:2. W jego centralnej części może znajdować się herb gminy.                                                                        |
| Miasto i gmina Prochowice |      | Flaga gminy została ustanowiona w 1800, ponownie 30 kwietnia 1996. Jest to prostokątny płat tkaniny o proporcjach 5:8, podzielony na dwa równe poziome pasy: biały i niebieski. |
| Gmina Ruja                |      | Flaga gminy to prostokątny płat tkaniny o proporcjach 5:8, podzielony na trzy pionowe pasy: zielony, biały i żółty w stosunku 1:2:1. W jego centralnej części umieszczono herb gminy. |

### Powiat lubański
| Gmina                  | Wzór | Opis |
| ---------------------- | ---- | --- |
| Miasto i gmina Leśna   |      | Flaga gminy to prostokątny płat tkaniny, zakończony zaokrągleniem podzielony na trzy skośne pasy: niebieski, czerwony i zielony. |
| Miasto Lubań           |      | Flaga miasta to prostokątny płat tkaniny o proporcjach 5:8, podzielony na dwa równe poziome pasy: czerwony i czarny. W jego centralnej części umieszczono godło z herbu miasta.                                                                 |
| Miasto i gmina Olszyna |      | Flaga gminy została ustanowiona uchwałą nr VIII/76/97 z 30 grudnia 1997. Jest to prostokątny płat tkaniny o proporcjach 5:8, podzielony na trzy równe poziome pasy: czerwony, biały i zielony. W jego centralnej części umieszczono herb gminy. |
| Gmina Siekierczyn      |      | Flaga gminy została ustanowiona 8 czerwca 1996. Jest to prostokątny płat tkaniny o proporcjach 5:8, podzielony na trzy równe poziome pasy: czerwony, żółty i niebieski.                                                                         |

### Powiat lubiński
| Gmina        | Wzór | Opis |
| ------------ | ---- | --- |
| Miasto Lubin |      | Flaga miasta to prostokątny płat tkaniny o proporcjach 5:8, podzielony na sto sześćdziesiąt czerwonych i żółtych kwadratów. W jego centralnej części może znajdować się herb miasta. |

### Powiat lwówecki
| Gmina                        | Wzór | Opis |
| ---------------------------- | ---- | --- |
| Miasto i gmina Gryfów Śląski |      | Flaga gminy została ustanowiona 7 czerwca 1996. Jest to prostokątny płat tkaniny o proporcjach 5:8, podzielony na dwa równe poziome pasy: niebieski i żółty.                          |
| Miasto i gmina Lubomierz     |      | Flaga gminy została ustanowiona uchwałą nr XLIV/228/09 z 29 kwietnia 2009. Jest to prostokątny płat tkaniny o proporcjach 5:8, podzielony na dwa równe poziome pasy: żółty i zielony. |
| Miasto i gmina Lwówek Śląski |      | Flaga gminy to prostokątny płat tkaniny o proporcjach 5:8, podzielony na trzy równe poziome pasy: żółty, biały i błękitny. W jego centralnej części może znajdować się herb gminy.    |
| Miasto i gmina Mirsk         |      | Flaga gminy została ustanowiona 28 września 1996. Jest to prostokątny płat tkaniny o proporcjach 7:9, podzielony na trzy równe poziome pasy: niebieski, biały i zielony.              |
| Miasto i gmina Wleń          |      | Nieoficjalna flaga, używana przez władze i podczas uroczystości, to prostokątny płat tkaniny barwy złotożółtej, w którego centralnej części umieszczono herb gminy.                   |

### Powiat milicki
| Gmina                 | Wzór | Opis |
| --------------------- | ---- | --- |
| Gmina Cieszków        |      | Flaga gminy to prostokątny płat tkaniny o proporcjach 5:8, podzielony na trzy poziome pasy: dwa czerwone i srebrny w stosunku 1:5:1. W jego centralnej części może znajdować się herb gminy.                                                   |
| Miasto i gmina Milicz |      | Flaga gminy została ustanowiona w połowie lat 90. XX wieku. Jest to prostokątny płat tkaniny o proporcjach 5:8, podzielony na trzy równe poziome pasy: biały, żółty i zielony.                                                                 |
| Gmina Krośnice        |      | Flaga gminy została ustanowiona uchwałą nr IV/28/03 z 12 lutego 2003. Jest to prostokątny płat tkaniny o proporcjach 5:8, podzielony na trzy równe pionowe pasy: czarny, żółty i błękitny. Z lewej strony płata może znajdować się herb gminy. |

### Powiat oleśnicki
| Gmina                     | Wzór | Opis |
| ------------------------- | ---- | --- |
| Gmina Dobroszyce          |      | Flaga gminy, autorstwa Michała Marciniaka-Kożuchowskiego, została ustanowiona 6 maja 2003. Jest to prostokątny płat tkaniny, podzielony na dwa pionowe pasy: złoty i czerwony. W lewym górnym rogu płata umieszczono herb gminy. |
| Gmina Dziadowa Kłoda      |      | Flaga gminy została ustanowiona 20 czerwca 2000. Jest to prostokątny płat tkaniny o proporcjach 5:8, podzielony na trzy równe poziome pasy: czerwony, biały i błękitny. |
| Miasto Oleśnica           |      | Flaga gminy została ustanowiona uchwałą nr XL/309/2006 z 28 kwietnia 2006. Jest to prostokątny płat tkaniny o proporcjach 5:8, podzielony na trzy równe poziome pasy: żółty, biały i czerwony. W jego centralnej części może znajdować się herb miasta (wtedy pasy występują w stosunku 1:3:1).                                                                   |
| Gmina Oleśnica            |      | Flaga gminy została ustanowiona uchwałą nr 71/XVII/95 z 10 listopada 1995. Jest to prostokątny płat tkaniny o proporcjach 5:8, podzielony na trzy równe poziome pasy: czerwony, żółty i zielony. |
| Miasto i gmina Syców      |      | Flaga gminy została ustanowiona 7 marca 1996. Jest to prostokątny płat tkaniny o proporcjach 5:8, podzielony na trzy równe poziome pasy: czerwony, żółty i zielony, z czarnym trójkątem z lewej strony płata. |
| Miasto i gmina Twardogóra |      | Flaga gminy została ustanowiona uchwałą nr XXXVIII/262/05 z 5 grudnia 2005. Jest to prostokątny płat tkaniny o proporcjach 5:8, podzielony na pięć równych poziomych pasów: czerwony, biały, zielony, biały i błękitny. W lewym górnym rogu płata może znajdować się herb gminy (wtedy cztery górne pasy są skrócone o połowę; herb znajduje się na białym polu). |

### Powiat oławski
| Gmina        | Wzór | Opis |
| ------------ | ---- | --- |
| Miasto Oława |      | Flaga miasta to prostokątny płat tkaniny o proporcjach 5:8, podzielony z prawa w skos na dwie części: lewą białą i prawą czerwoną. W jego centralnej części może znajdować się herb miasta. |
| Gmina Oława  |      | Flaga gminy to prostokątny płat tkaniny o proporcjach 5:8, podzielony na dwa równe poziome pasy: czerwony i złoty.                                                                          |

### Powiat polkowicki
| Gmina                    | Wzór | Opis |
| ------------------------ | ---- | --- |
| Miasto i gmina Chocianów |      | Flaga gminy to prostokątny płat tkaniny o proporcjach 5:8, podzielony z lewa w skos białym pasem na dwie części: lewą czerwoną i prawą niebieską. W jego centralnej części umieszczono herb gminy. |
| Gmina Gaworzyce          |      | Flaga gminy, autorstwa Pawła Szymona Towpika i Tomasza Steifera, została ustanowiona uchwałą nr XIV/128/2016 z 29 czerwca 2016. Jest to prostokątny płat tkaniny o proporcjach 5:8 koloru błękitnego, w którego centralnej części umieszczono godło z herbu gminy. |
| Gmina Grębocice          |      | Flaga gminy, autorstwa Jacka Rutkowskiego, została ustanowiona uchwałą nr L/328/2022 z 15 lutego 2022. Jest to prostokątny płat tkaniny o proporcjach 5:8, podzielony na trzy pionowe pasy: dwa czerwone i żółty w stosunku 1:2:1. W jego centralnej części umieszczono godło z herbu gminy.                                                                                          |
| Miasto i gmina Polkowice |      | Pierwsza wersja flagi gminy została ustanowiona uchwałą nr XXIX/267/97 z 30 kwietnia 1997, obecna, autorstwa Wojciecha Strzyżewskiego, została ustanowiona uchwałą nr LII/561/22 z 25 października 2022. Jest to prostokątny płat tkaniny o proporcjach 5:8, podzielony na trzy poziome pasy: dwa białe i czerwony w stosunku 1:4:1. W jego centralnej części umieszczono herb gminy. |
| Gmina Radwanice          |      | Flaga gminy, autorstwa Kamila Wójcikowskiego i Roberta Fidury, została ustanowiona uchwałą nr XXVI/183/21 z 23 marca 2021. Jest to prostokątny płat tkaniny o proporcjach 5:8 koloru czerwonego, w którego centralnej części umieszczono godło z herbu gminy. |

### Powiat strzeliński
| Gmina                   | Wzór | Opis |
| ----------------------- | ---- | --- |
| Gmina Borów             |      | Flaga gminy została ustanowiona uchwałą nr XV/91/2004 z 30 marca 2004. Jest to prostokątny płat tkaniny o proporcjach 5:8, podzielony na trzy poziome pasy: czerwony, złoty i błękitny w stosunku 6:1:1. W lewym górnym rogu płata może znajdować się herb gminy. |
| Gmina Przeworno         |      | Flaga gminy to prostokątny płat tkaniny o proporcjach 5:8, podzielony na cztery poziome pasy: czerwony, żółty, zielony i żółty w stosunku 3:1:1:1. |
| Miasto i gmina Strzelin |      | Flaga gminy to prostokątny płat tkaniny o proporcjach 5:8, podzielony w krzyż na cztery żółte i błękitne części (kanton jest złoty). W jego centralnej części może znajdować się herb gminy.                                                                      |
| Miasto i gmina Wiązów   |      | Flaga gminy to prostokątny płat tkaniny o proporcjach 5:8, podzielony na trzy równe poziome pasy: żółty, czerwony i biały. W jego centralnej części może znajdować się godło z herbu gminy.                                                                       |

### Powiat średzki
| Gmina                       | Wzór | Opis |
| --------------------------- | ---- | --- |
| Gmina Malczyce              |      | Flaga gminy, autorstwa Kamila Wójcikowskiego i Roberta Fidury, została ustanowiona uchwałą nr LIV/232/2014 z 28 października 2014. Jest to prostokątny płat tkaniny o proporcjach 5:8, podzielony na trzy pionowe pasy: czerwony, biały i błękitny w stosunku 2:1:1. Z lewej strony płata umieszczono herb gminy. |
| Miasto i gmina Środa Śląska |      | Flaga gminy została ustanowiona uchwałą nr II/16/98 z 31 marca 1998. Jest to prostokątny płat tkaniny o proporcjach 5:8, podzielony na cztery równe poziome pasy: zielony, biały, czarny i żółty. Z lewej strony płata umieszczono herb gminy.                                                                    |
| Gmina Udanin                |      | Flaga gminy to prostokątny płat tkaniny o proporcjach 5:8, podzielony na trzy pionowe pasy: dwa czerwone i biały w stosunku 1:3:1. W jego centralnej części może znajdować się herb gminy. |

### Powiat świdnicki
| Gmina                           | Wzór | Opis |
| ------------------------------- | ---- | --- |
| Miasto i gmina Jaworzyna Śląska |      | Flaga gminy została ustanowiona uchwałą nr LXII/55/05 z 17 października 2006. Jest to prostokątny płat tkaniny o proporcjach 5:8 koloru zielonego, w którego centralnej części umieszczono godło z herbu gminy.                                                                         |
| Gmina Marcinowice               |      | Flaga gminy, autorstwa Kamila Wójcikowskiego i Roberta Fidury, została ustanowiona uchwałą nr XXVII/182/16 z 16 grudnia 2016. Jest to prostokątny płat tkaniny o proporcjach 5:8 koloru zielonego, w którego centralnej części umieszczono godło z herbu gminy.                         |
| Miasto i gmina Strzegom         |      | Flaga gminy to prostokątny płat tkaniny o proporcjach 5:8, podzielony na dwa równe poziome pasy: biały i błękitny. W jego centralnej części umieszczono złote skrzyżowane: miecz i klucz, symbole patronów miasta.                                                                      |
| Gmina Świdnica                  |      | Flaga gminy została ustanowiona uchwałą nr XXXII/217/96 z 9 sierpnia 1996. Jest to prostokątny płat tkaniny o proporcjach 5:8, podzielony na trzy równe poziome pasy: czerwony, żółty i błękitny.                                                                                       |
| Miasto Świebodzice              |      | Flaga miasta została ustanowiona uchwałą nr XXV/135/2012 z 20 czerwca 2012. Jest to prostokątny płat tkaniny o proporcjach 5:8, podzielony na trzy poziome pasy: dwa błękitne i biały (błękitne pasy mają kształt blankowanego muru). W jego centralnej części umieszczono herb miasta. |
| Miasto i gmina Żarów            |      | Flaga gminy została ustanowiona 15 maja 1996. Jest to prostokątny płat tkaniny o proporcjach 5:8, podzielony na trzy równe poziome pasy: zielony, czerwony i żółty. |

### Powiat trzebnicki
| Gmina                           | Wzór | Opis |
| ------------------------------- | ---- | --- |
| Miasto i gmina Prusice          |      | Flaga gminy została ustanowiona uchwałą nr LXXXI/464/06 z 21 czerwca 2006. Jest to prostokątny płat tkaniny o proporcjach 5:8, podzielony na dwa pionowe pasy: czarny i złoty w stosunku 1:2. Między oboma pasami może znajdować się herb gminy.                                                                                           |
| Miasto i gmina Oborniki Śląskie |      | Flaga gminy została ustanowiona uchwałą nr 150/XXXVI/349/02 z 27 czerwca 2002. Jest to prostokątny płat tkaniny o proporcjach 5:8, podzielony na dwa równe poziome pasy: zielony i żółty. W jego centralnej części umieszczono herb gminy.                                                                                                 |
| Miasto i gmina Trzebnica        |      | Flaga gminy została ustanowiona 14 listopada 1996. Jest to prostokątny płat tkaniny o proporcjach 5:8, podzielony na dwa równe poziome pasy: żółty i niebieski. W jego centralnej części może znajdować herb gminy. |
| Miasto i gmina Żmigród          |      | Pierwsza wersja flagi gminy została ustanowiona 16 lutego 1996, kolejna uchwałą nr 0007.XXVI.362.2021 z 24 czerwca 2021, obecna została ustanowiona uchwałą nr 0007.XXXVIII.476.2022 z 22 czerwca 2022. Jest to prostokątny płat tkaniny o proporcjach 5:8 koloru czerwonego, w którego centralnej części umieszczono godło z herbu gminy. |

### Miasto Wałbrzych
| Wzór | Opis |
| ---- | --- |
|      | Flaga miasta to prostokątny płat tkaniny koloru zielonego, w którego centralnej części umieszczono herb miasta. |

### Powiat wałbrzyski
| Gmina                    | Wzór | Opis |
| ------------------------ | ---- | --- |
| Miasto Boguszów-Gorce    |      | Flaga miasta została ustanowiona 27 lutego 1997. Jest to prostokątny płat tkaniny o proporcjach 5:8, podzielony na trzy równe poziome pasy: zielony, żółty i czerwony. |
| Gmina Czarny Bór         |      | Flaga gminy, autorstwa Kamila Wójcikowskiego i Roberta Fidury, została ustanowiona uchwałą nr III/17/2024 z 25 czerwca 2024. Jest to prostokątny płat tkaniny o proporcjach 5:8, podzielony na dwa poziome pasy: zielony i biały w stosunku 31:9. W jego centralnej części umieszczono herb gminy. |
| Miasto Jedlina-Zdrój     |      | Flaga miasta została ustanowiona uchwałą nr XXXIII/179/10 z 18 marca 2010. Jest to prostokątny płat tkaniny o proporcjach 5:8, podzielony na pięć pionowych pasów: dwa czerwone, dwa białe i zielony w stosunku 1:1:2:1:1. |
| Miasto i gmina Mieroszów |      | Gmina posiada dwie wersje flagi, urzędową i publiczną, obie autorstwa Alfreda Znamierowskiego i ustanowione w 1997. Flaga urzędowa to prostokątny płat tkaniny o proporcjach 5:8, podzielony z prawa w skos na dwie części: lewą białą, z herbem gminy i prawą czerwoną. Flaga publiczna to prostokątny płat tkaniny o proporcjach 5:8, podzielony w krzyż na cztery białe i czerwone części (kanton jest biały). Na białych polach umieszczono wizerunki czarnego dzika. |
| Gmina Stare Bogaczowice  |      | Flaga gminy została ustanowiona uchwałą nr XVII/122/2000 z 30 czerwca 2000. Jest to prostokątny płat tkaniny o proporcjach 5:8 koloru błękitnego, w którego centralnej części umieszczono godło z herbu gminy. |
| Miasto Szczawno-Zdrój    |      | Flaga miasta to prostokątny płat tkaniny o proporcjach 5:8, podzielony na trzy poziome pasy: dwa zielone i biały w stosunku 1:2:1. W jego centralnej części umieszczono herb miasta. |

### Powiat wołowski
| Gmina                      | Wzór | Opis |
| -------------------------- | ---- | --- |
| Miasto i gmina Brzeg Dolny |      | Flaga gminy została ustanowiona 2 czerwca 1993. Jest to prostokątny płat tkaniny o proporcjach 5:8, podzielony z prawa w skos białym pasem na dwie czerwone części. Na białym pasie umieszczono trzy czerwone róże, nawiązujące do rodu von Dyhrnów, właścicieli miasta. |
| Miasto i gmina Wołów       |      | Flaga gminy została ustanowiona uchwałą nr XLVIII/369/2010 z 7 kwietnia 2010. Jest to prostokątny płat tkaniny o proporcjach 5:8, podzielony na dwanaście białych i czerwonych kwadratów (cztery rzędy pionowe i trzy poziome).                                          |

### Miasto Wrocław
| Wzór | Opis |
| ---- | --- |
|      | Obecna wersja flagi miasta została ustanowiona w 1938, po wojnie potwierdzona 30 czerwca 1948. Jest to prostokątny płat tkaniny o proporcjach 5:8, podzielony na dwa równe poziome pasy: czerwony i żółty. W jego centralnej części może znajdować się herb miasta. |

### Powiat wrocławski
| Gmina                           | Wzór | Opis |
| ------------------------------- | ---- | --- |
| Gmina Czernica                  |      | Flaga gminy została ustanowiona uchwałą nr VII/37/97 z 8 grudnia 1997. Jest to prostokątny płat tkaniny o proporcjach 5:8, podzielony na trzy równe poziome pasy: dwa błękitne i złoty. W jego centralnej części może znajdować się herb gminy. |
| Gmina Długołęka                 |      | Flaga gminy to prostokątny płat tkaniny o proporcjach 5:8, podzielony na trzy poziome pasy: srebrny, błękitny i złoty w stosunku 1:4:1. |
| Miasto i gmina Kąty Wrocławskie |      | Flaga gminy została ustanowiona we wrześniu 1996. Jest to prostokątny płat tkaniny o proporcjach 5:8, podzielony na pięć równych poziomych pasów: trzy czerwone i dwa białe. W jego centralnej części umieszczono herb gminy.                   |
| Gmina Kobierzyce                |      | Flaga gminy została ustanowiona 24 października 1996. Jest to prostokątny płat tkaniny o proporcjach 5:8, podzielony na trzy poziome pasy: żółty, zielony i czerwony w stosunku 1:3:1.                                                          |
| Gmina Mietków                   |      | Flaga gminy to prostokątny płat tkaniny o proporcjach 5:8, podzielony na trzy równe pionowe pasy: błękitny, złoty i zielony. Między dwoma lewymi pasami może znajdować się herb gminy.                                                          |
| Miasto i gmina Siechnice        |      | Flaga gminy została ustanowiona uchwałą nr IV/20/11 z 27 stycznia 2011. Jest to prostokątny płat tkaniny o proporcjach 5:8, podzielony na dwie równe czerwone części: lewą białą, z godłem z herbu gminy i prawą czerwoną.                      |
| Miasto i gmina Sobótka          |      | Flaga gminy używana przez gminę przed 2000, nie ma potwierdzenia w żadnej uchwale. Jest to prostokątny płat tkaniny o proporcjach 5:8, podzielony na dwa równe poziome pasy: żółty i zielony.                                                   |
| Gmina Żórawina                  |      | Flaga gminy została ustanowiona uchwałą nr XL/388/2002 z 7 października 2002. Jest to prostokątny płat tkaniny, podzielony na dwa pionowe pasy: czerwony i złoty w stosunku 1:2.                                                                |

### Powiat ząbkowicki
| Gmina                               | Wzór | Opis |
| ----------------------------------- | ---- | --- |
| Miasto i gmina Kamieniec Ząbkowicki |      | Flaga gminy, autorstwa Kamila Wójcikowskiego i Roberta Fidury, została ustanowiona uchwałą nr XXIX/184/2013 z 25 kwietnia 2013. Jest to prostokątny płat tkaniny o proporcjach 5:8, podzielony na trzy poziome pasów: dwa błękitne i żółty w stosunku 1:7:1. Z lewej strony płata umieszczono herb gminy.                        |
| Miasto i gmina Ziębice              |      | Pierwsza wersja flagi gminy została ustanowiona 16 maja 1995, unieważniona w 2003, obecna została ustanowiona uchwałą nr XXX/221/05 z 1 lipca 2005. Jest to prostokątny płat tkaniny o proporcjach 5:8, podzielony na trzy poziome pasy: dwa błękitne i biały w stosunku 1:2:1. W jego centralnej części umieszczono herb gminy. |

### Powiat zgorzelecki
| Gmina                    | Wzór | Opis |
| ------------------------ | ---- | --- |
| Miasto i gmina Pieńsk    |      | Flaga gminy została ustanowiona uchwałą nr VII/79/99 z 29 kwietnia 1999. Jest to prostokątny płat tkaniny o proporcjach 5:8, podzielony na trzy poziome pasy: niebieski, zielony i czerwony w stosunku 3:1:1.                                                  |
| Miasto i gmina Węgliniec |      | Flaga gminy została ustanowiona uchwałą nr 67/XXXIII/96 z 11 października 1996. Jest to prostokątny płat tkaniny o proporcjach 5:8, podzielony na trzy równe pionowe pasy: niebieski, zielony i żółty. W jego centralnej części może znajdować się herb gminy. |
| Miasto Zgorzelec         |      | Flaga gminy, autorstwa Mariana Haisiga, została ustanowiona 22 września 1987. Jest to prostokątny płat tkaniny o proporcjach 5:8, podzielony na trzy poziome pasy: niebieski, biały i żółty w stosunku 2:1:2.                                                  |
| Gmina Zgorzelec          |      | Flaga gminy, autorstwa Wojciecha Tutaka, została ustanowiona uchwałą nr 55/15 z 29 maja 2015. Jest to prostokątny płat tkaniny o proporcjach 5:8, podzielony na pięć równych poziomych pasów: trzy niebieskie i dwa żółte.                                     |

### Powiat złotoryjski
| Gmina                    | Wzór | Opis |
| ------------------------ | ---- | --- |
| Gmina Pielgrzymka        |      | Flaga gminy została ustanowiona uchwałą nr XLV/226/98 z 29 maja 1998. Jest to prostokątny płat tkaniny o proporcjach 5:8, podzielony na trzy poziome pasy: żółty, niebieski i zielony w stosunku 4,5:1:4,5.                                     |
| Miasto i gmina Świerzawa |      | Flaga gminy została ustanowiona uchwałą nr 67/XI/2003 z 24 września 2003. Jest to prostokątny płat tkaniny o proporcjach 1:2, podzielony na dwa równe poziome pasy: biały i niebieski. W centralnej części górnego pasa umieszczono herb gminy. |
| Miasto Złotoryja         |      | Flaga miasta została ustanowiona 18 czerwca 1999, choć w statucie pojawiła się przed 1996. Jest to prostokątny płat tkaniny o proporcjach 3:8, podzielony na dwa równe poziome pasy: żółty i zielony.                                           |
| Gmina Złotoryja          |      | Flaga gminy została ustanowiona uchwałą nr XXVII/275/97 z 29 kwietnia 1997 to prostokątny płat tkaniny o proporcjach 5:8, podzielony na trzy poziome pasy: czerwony, żółty i zielony w stosunku 1:1:2.                                          |